# Futura International Airways
Futura International Airways foi uma empresa aérea da Espanha fundada em 1989 que encerrou suas atividades em 2008.

## Frota

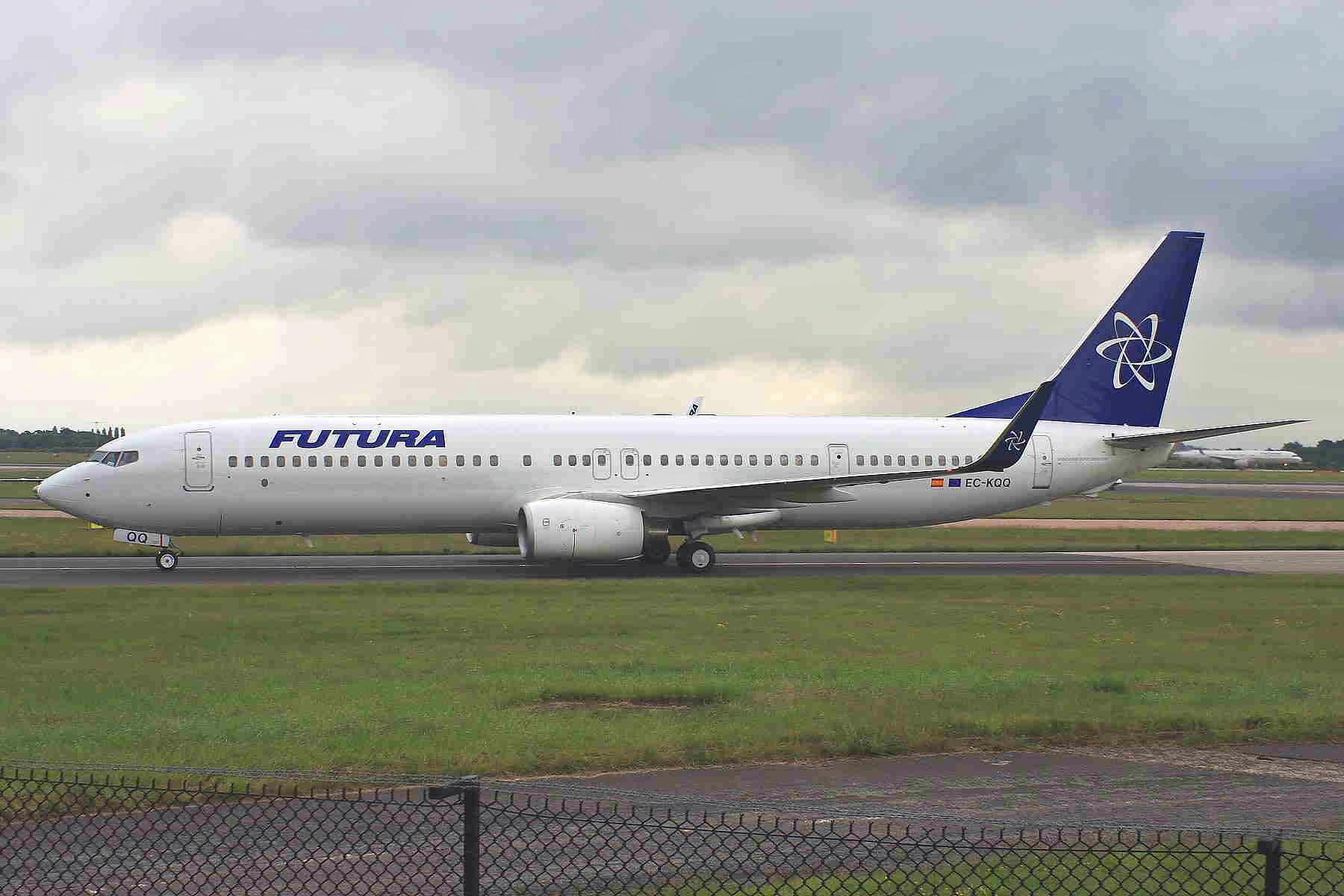
Um Boeing 737-900ER da Futura International Airways

Em setembro de 2008, a frota da Futura International Airways consistia nas seguintes aeronaves:
| Aeronaves        | Em Serviço | Ordens | Passageiros | Notas |
| ---------------- | ---------- | ------ | ----------- | ----- |
| Boeing 737-800   | 12         | –      | 189         |       |
| Boeing 737-400   | 11         | –      | 170         |       |
| Boeing 737-900ER | 2          | –      | TBA         |       |
| Boeing 737-300   | 2          | –      | 146         |       |
| Total            | 27         | 0      |             |       |